# M'Baye Niang
M'Baye Babacar Niang (Meulan, Yvelines, 19 de dezembro de 1994) é um futebolista Franco-senegalês, que atua como atacante. Atualmente, joga pela Sampdoria.

## Carreira
Niang começou sua carreira no SM Caen.

## Seleção
Niang por Senegal participou da Copa do Mundo de 2018, depois de um hiato de 16 anos de seu país na Copa, marcando um gol na competição.

## Títulos
Milan
- Supercopa da Itália: 2016

Rennes
- Copa da França: 2018–19